# سيداتي آنساتي (فلم)
سيداتي آنساتي هو فيلم كوميدي مصري، إنتاج سنة 1990.

## طاقم العمل
- محمود عبدالعزيز في دور محمود
- معالي زايد في دور درية
- صفاء السبع في دور عزيزة
- عبلة كامل في دور آمال
- عائشة الكيلاني في دور كريمة
- يوسف داوود في دور فتحي

شارك ايضاً في الفيلم مخلص البحيري وأشرف عبد الباقي

## ملخص الفيلم
تدور أحداث القصة حول الدكتور (محمود) الحاصل على دكتوراة ويتقاضى أجرًا أقل من الساعي الموجود بالشركة، يقرر الدكتور محمود التقدم للعمل كساعي بهدف زيادة أجره، تقرر أربع موظفات بالشركة الزواج من الدكتور محمود مرة واحدة بهدف التغلب على أزمة الإسكان والأزمات الاقتصادية المختلفة، ولكن بشرط بقاء العصمة في أيديهن، تطلق اثنتين منهمن الدكتور محمود لتتزوجا من شخصين آخرين ويقيمان في نفس الشقة.